# ダイビング器材

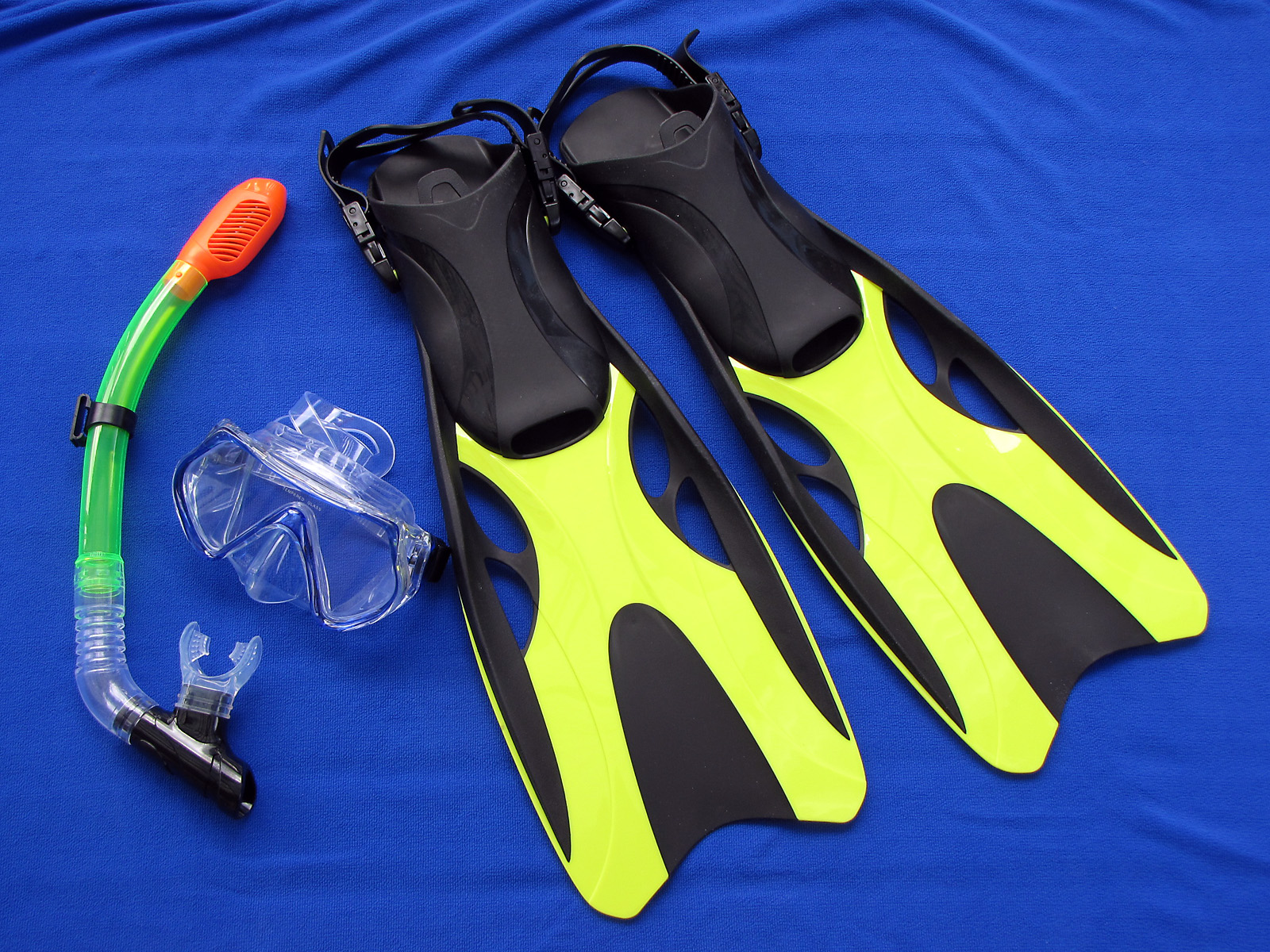
ダイビングの3点セット／左から順に、シュノーケル（スノーケル）、マスク、フィン。

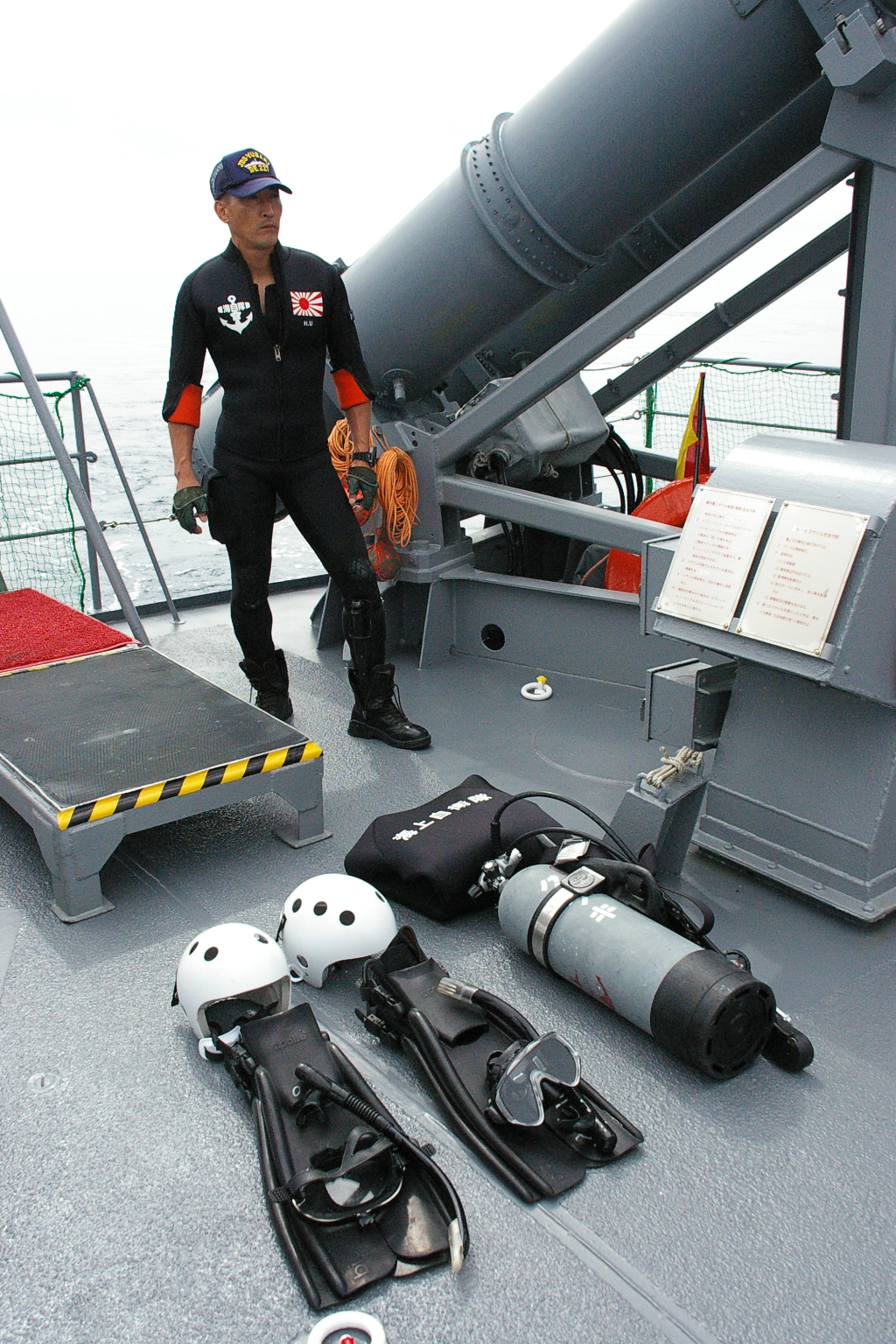
海上自衛隊の各種ダイビング器材（救難活動用装備品）。2008年撮影。

潜水の分野でいうダイビング器材（ダイビングきざい）とは、「潜水」の意味のダイビング（スキンダイビング、スクーバダイビングその他）で使用する器材（器具および材料）をいう。
英語では "diving equipment" といい、日本語でもその音写形「ダイビングエキップメント」と「エキップメント」が専門家と業者の間では通用している。

## スキンダイビングおよびスクーバダイビングで用いる器材
ここでは、スキンダイビングとスクーバダイビングに共通で用いられる器材について解説する。潜水の分野では、マスク・シュノーケル・フィンの3つを「3点セット」と総称することもある（■右上に画像あり）。これらの器材を「軽器材」という。

### マスク

ダイビングハーフマスク（図説）

水の屈折率は空気のそれとは大きく異なるため、眼の角膜が水に接している場合、正常に物を見ることができない。水中用のゴーグルはこの問題を解決するために存在する、周囲の水と角膜の間に空気の層を設けるための器具である。ただ、鼻を覆わないタイプと覆うタイプに大別でき、前者は「水中眼鏡/水中めがね（水泳など水中活動対応型のゴーグル。英: underwater glasses, swimming goggles. ■左側の画像はその一例）」といい、後者は「ダイビングマスク（英: diving mask, dive mask）」という。耳抜きを容易に行えるよう、マスクタイプは指でマスク下の鼻をつまめるように考慮されている。

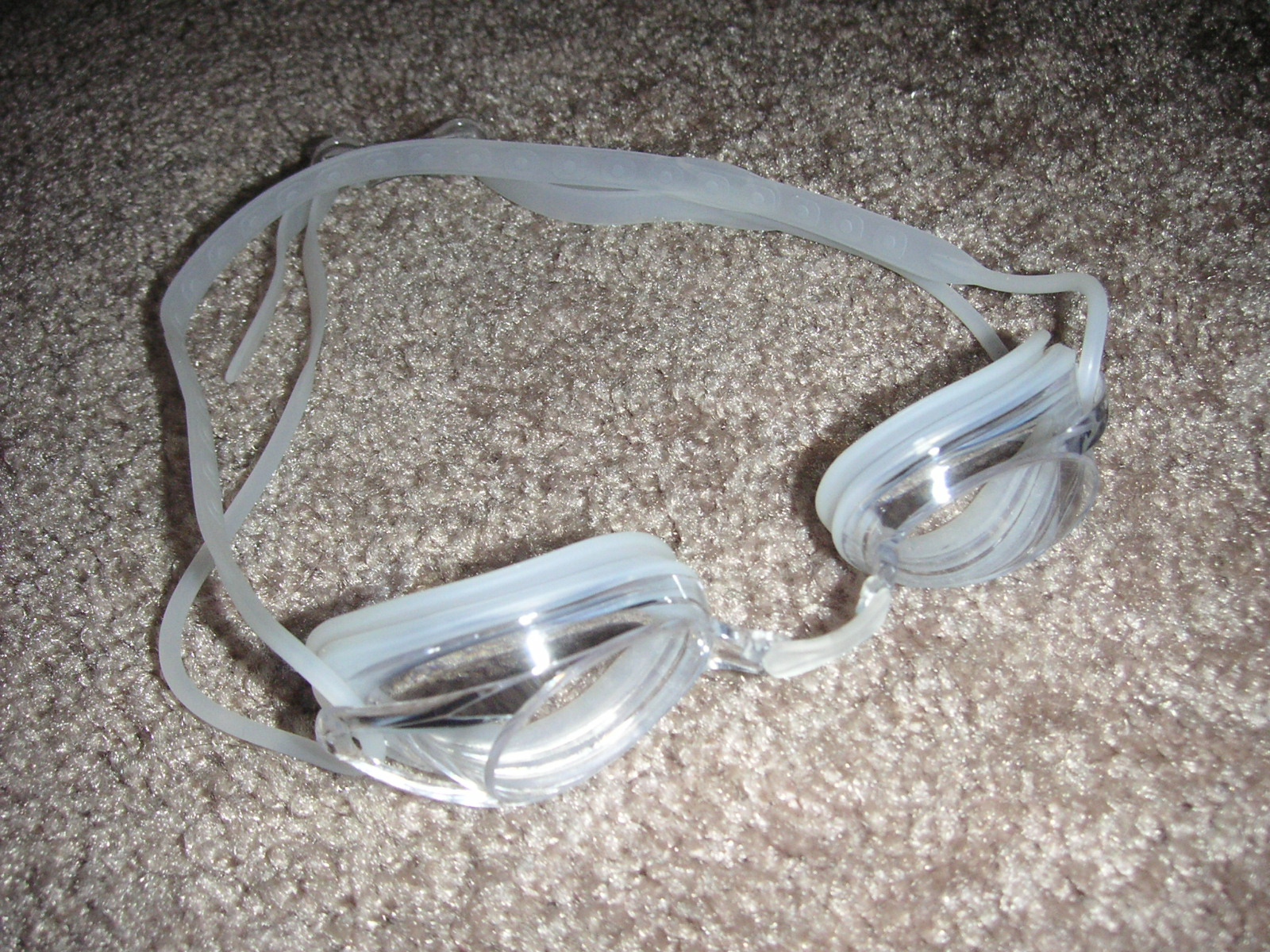
水中眼鏡

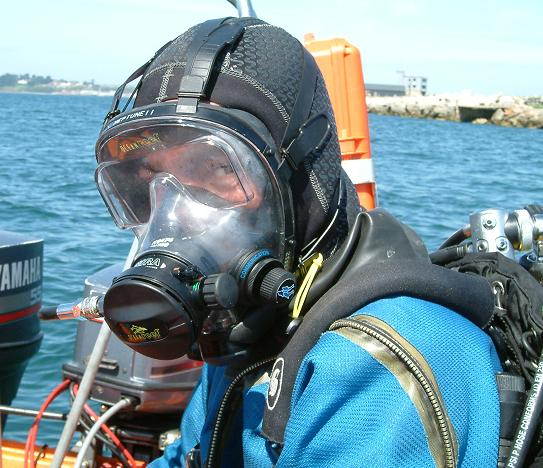
ダイビングフルフェイスマスク

水圧によって装着部（眼球周辺）がマスク内部に引き込まれるため（マスクスクイズ）、潜水用としては鼻まで覆うことのできるダイビングマスクを用い、その内部に鼻から呼気を吹き込んで圧力差による障害を回避（マスクブロー）するようになっている。換言すれば、水遊びや水泳に用いられる眼の周りのみを覆う水中眼鏡を少しでも本格的と言える潜水に用いることは、常人には不可能である（※伝統的な素潜り漁を生業とするような者は例外）。
マスクの中に入った水を抜くための排水弁を持つ製品も存在するが、排水弁がなくても水中での水抜きは可能である。その場合にはマスクの上部を手で押さえて、鼻から呼気を吹き込めばマスク内の圧力が上がってマスクの下部が浮き上がり、すき間から呼気と水が排出される。水中でマスクが緩んだり外れる、あるいはベルトを調節するためマスクを意図的に外すといった事態に備えるため、オープンウオーターダイバーライセンスの技能講習では水中でのマスク脱着も実施される。
近視・老眼等のダイバーのために、いわゆる「度入り」のレンズを装着できるようになっているマスクもある。乱視はもちろん遠近両用等もあるが、眼鏡ではごく当たり前の境い目の無い遠近両用レンズはまだ存在しない。
特に冷たい水中や、汚染された水中に潜水する場合、また水中での会話を必要とする場合には、レギュレーターが組み込まれ、口を含む顔面全体を覆う形状のマスクを使用する場合があり、このタイプを「フルフェイスマスク（ダイビングフルフェイスマスク）」という（■右側に一例の画像あり）。これに対してフルフェイス型でない通常タイプは「ハーフマスク（ダイビングハーフマスク）」という（■右側にイラストあり）。テレビ番組などで企画される水中リポート（潜水リポート）で使用されているのはこのタイプである。フルフェイスマスクも様々な種類が存在する。フルフェイスマスクは職業ダイバーの間で多用されている一方で、一般レジャーダイバーへの普及率はゼロに等しい。しかし、一部の体験ダイビングや障害者向けダイビング等で使われている。レギュレーターが外れる心配が無いことや普段どおりの鼻呼吸も可能なこと、マスク内への浸水が少ないこと、入っても排水弁から排水されることなど、初心者や障害者に向いている面は数多くある。

ダイビングハーフマスクとシュノーケルの組み合わせ（図説）

### シュノーケル
日本語では「シュノーケル」とも「スノーケル」ともいう。前者はドイツ語名 "Schnorchel" の音写形、後者は英語名 "snorkel" の音写形である。
顔面を水に漬けた状態で呼吸をするためのJ字型の管である。スクーバダイビングでも目的地点付近までは水面を移動することが多く、タンク内の空気を節約するために使用される。マスクストラップの左右どちらでも取り付け可能であるが、スクーバダイバーの場合はレギュレーターのホースが右側から伸びてくるため、左側に装着するのが一般的である。排水弁付きが一般的であるが、あえて弁無しを選ぶダイバーもいる。21世紀初期には上部から水が入りにくいドライトップ付きの製品も多くなったが、どんなスノーケルであっても水は容易に浸入することを使用者は常に念頭に置いて呼吸する必要がある。
下部がU字管のように曲がっているタイプと、蛇腹状で使わないときには真っ直ぐの状態になっているタイプがあり、前者はシュノーケラー（シュノーケリングする者）向き、後者はスクーバダイバー向きという説もある。

### スイムフィン
ダイビング（潜水）やシュノーケリングをする者の多くが用いる道具に、鯨類（クジラ目動物）や鰭脚類が脚部に具える上下運動型のフリッパー (cf. en) に酷似した、足元に装着するフリッパー状のものがある。これを英語では "swimfin(s)"、"swim fin(s)"、"fin(s)"、"flipper(s)" などという。日本語では、英語名の音写形である「スイムフィン」「フィン」「フリッパー」のほか、古くからの名称（※これも外国語名の漢訳語か）「足鰭/足ひれ」が用いられる。脚は人体の部位のなかで最も大きな運動力を生み出せるが、その力（脚力）の一つである陸上で前に進む力を水中における上下運動に置き換え、水中での前方への推力に変換するのがスイムフィンであり、水域（水中や水面下）での移動を劇的に効率化できる。

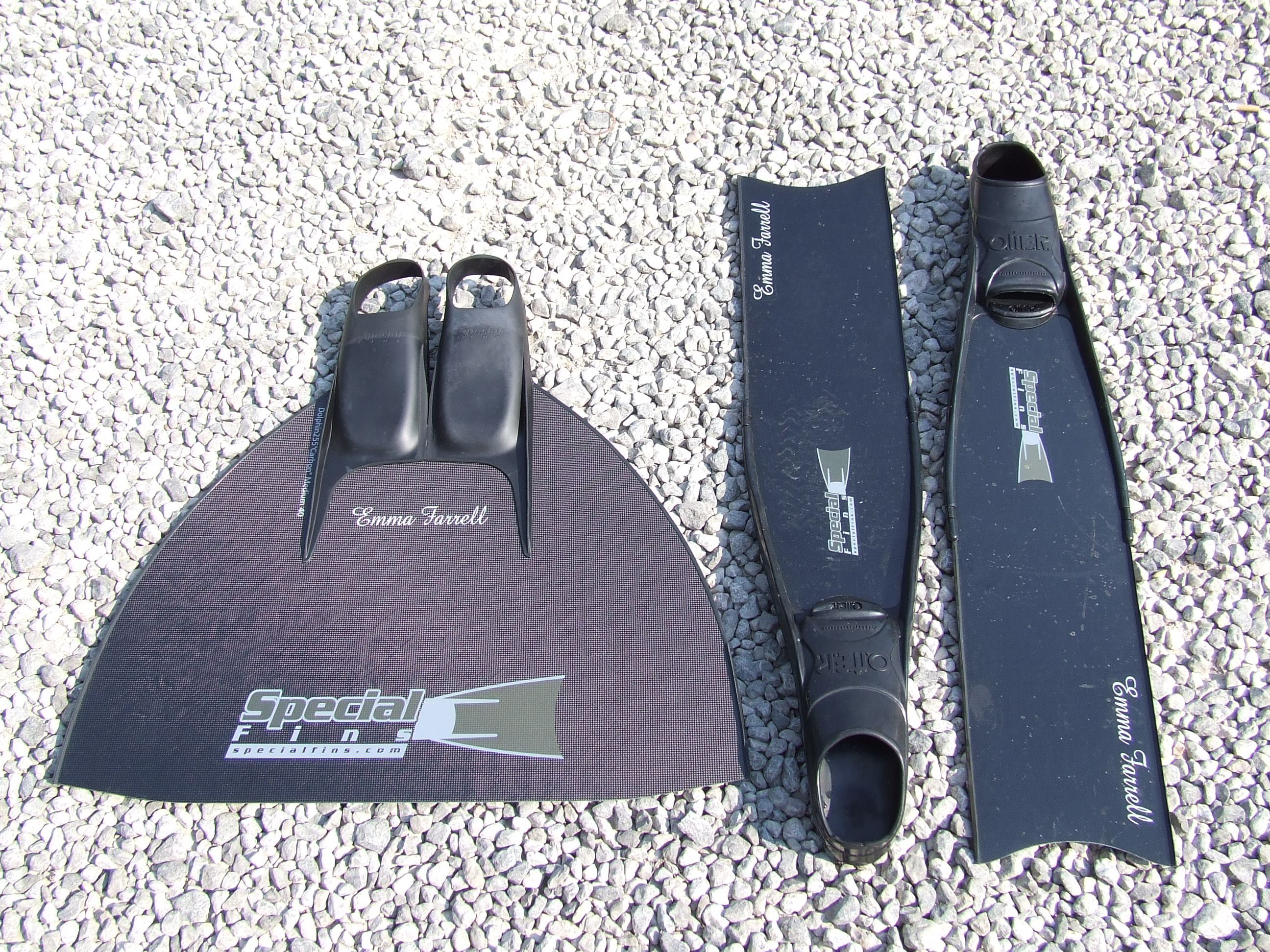
モノフィン（左）とステレオフィン（右）

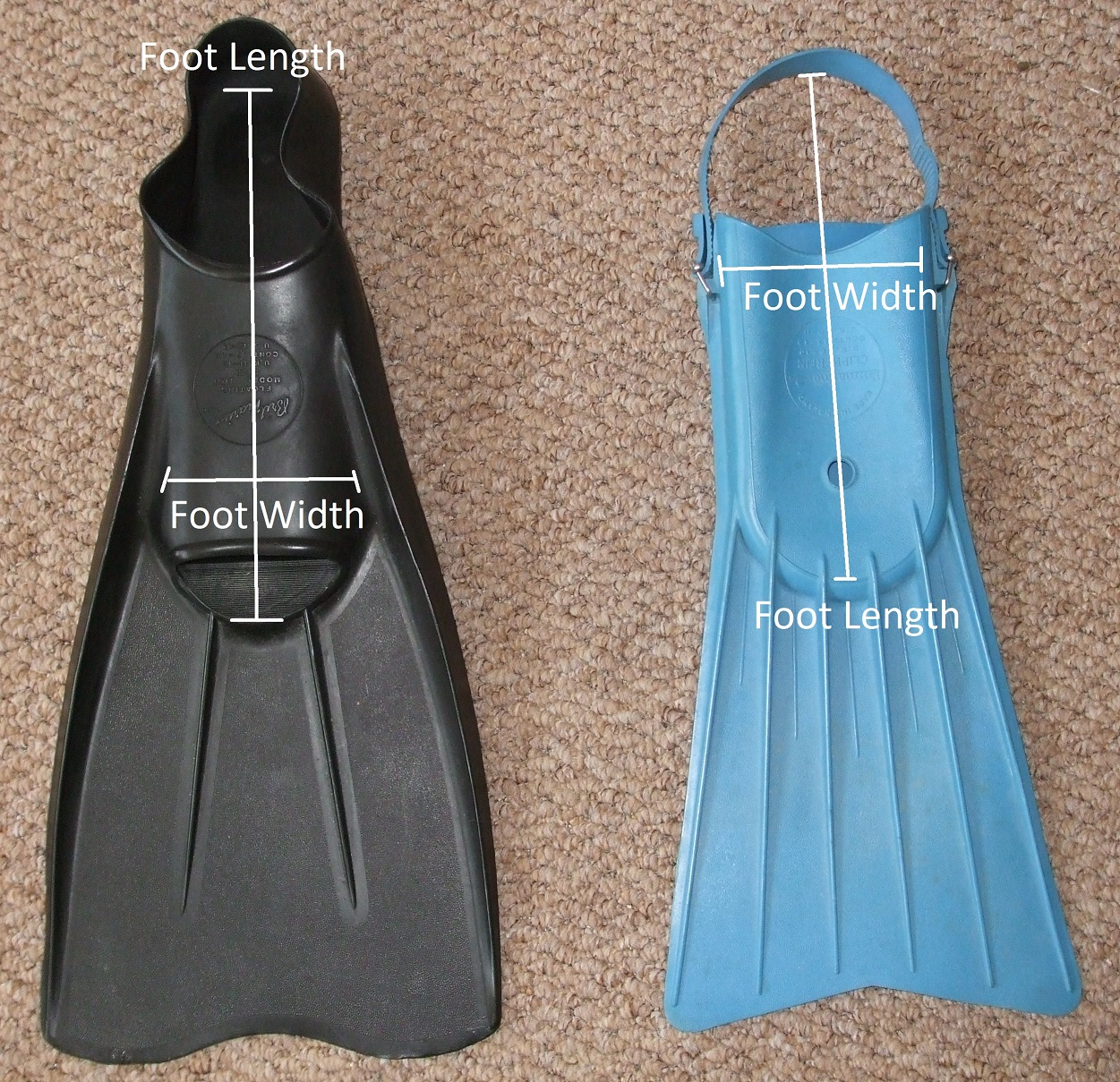
フルフットフィン（左）とオープンヒールフィン（右）

スイムフィンには、2本で構成されるヒトの脚に合わせて靴と同じように独立した2本が1セットになっているタイプと、鯨類のフリッパーのように（あるいは、西洋タイプの人魚の尾鰭のように）1枚の大きな面で水を捉えるタイプがあり、1949年に遅れて開発されてきた後者を「モノフィン（英: monofin）」と呼ぶ一方で、以前からあった前者を「従来型フィン」の意味合いをもって「ステレオフィン（英: stereo-fins）」と呼んだり、「ビーフィン（英: Bi-fins, BF）」と呼ぶようになった。

スイムフィンを足に装着する際に足を入れる部分を「フットポケット（英: foot pocket(s)）」というが、これを基準にする場合は、以下の2種類に分類することができる。
- オープンヒールフィン（英: open-heel fin(s)）

「ストラップフィン」ともいう。踵（かかと）の部分をストラップで留めるタイプ。踵と部分の皮膚との摩擦を防ぐため、マリンブーツを着用の後、装着する。大まかなサイズ設定はあるがストラップの調整が利くのでサイズの融通性が高い。ストラップに一般的なゴムバンドではなく、ステンレススプリングを用いたタイプは装着後の調整は不可能だが、サイズ（長さ）が適切なら利便性、耐久性及び快適性に優れる。
- フルフットフィン（英: full-foot fin）

フットポケットが踵の部分までを覆っている。素足に装着するダイバーが多いが、薄手のフルフットフィン専用ブーツも各種市販されている。

デリケートな踝（くるぶし）周りを保護するため、また、フィン擦れを防止するために専用ブーツや専用ソックス（※薄手のものが理想）の着用が望ましい。サイズの微調整は一切できず、一般の靴のような細かいサイズ設定があるわけではないので、ぴったり合わせるためには若干の工夫が必要である。フルフットフィン専用ブーツや専用ソックス、なかには磯足袋（いそたび）などを履いているダイバーもいるが、それらは身体の保温・保護のためであると同時にフィンに足を合わせるための道具でもある。
フィンの硬さや長さ、素材などにより、様々な種類が発売されている。一般に、硬質素材で作られた大型のもののほうが脚力を推力に変換する効率がよく、かつ、大きな最大推力を出せるとされているが、その反面、強い脚力がなければ効率の良いフィンキックを行えない。作業潜水において重量物を運搬する場合には軟らかいフィンでは必要な推力を得ることができず、反対にレクリエーショナルダイビングにおいて体力に合わない硬いフィンを使用すれば体力を無駄に消耗することになる。このようなことから、自分の脚力とダイビングスタイルに合ったものを選ぶことが重要とされている。ウェットスーツ着用時とドライスーツ着用時では、ブーツの大きさの関係でフィンの共用が困難であることも多い。また、中級以上のダイバーともなれば、潜るポイントに応じて適切と思われるフィンを使い分けることもごく普通である。

### 被服

#### 保護スーツ
身体が長時間に亘って水中や水上にあるような仕事（※最広義の『仕事』のことであり、『遊び』も含む）に従事する者は、体温の低下を防ぐ準備が必須があり、場合によっては、想定される有害な物理的接触も未然に防がなければならない。そのような目的に適うよう開発された被服が、英語でいうところの "'exposure protection suit" あるいは "exposure suit"、日本語でいうところの「保護スーツ」である。保護スーツには、着用者の身体が水に濡れることを前提にした「ウェットスーツ/ウエットスーツ」と濡れないことを前提にした「ドライスーツ」の、大きく分けて2種類がある。
ダイビング（潜水）やシュノーケリング/スノーケリングをする者は、基本的には体温以下の水の中で行動するため、本格的あるいは長時間に亘って行う場合には保護スーツを着用するのが通例となっている。また、ダイバーは、仕事の種類によってウェットスーツとドライスーツを使い分ける。過酷な低水温の中ではよほど特殊な人以外にはやりようのないスキンダイビングで使われるのはウェットスーツか一般的な水着のいずれかであるが、スクーバダイビングやテクニカルダイビング、洞窟潜水など、低水温の中で従事することもあるダイビングでは、ウェットスーツとドライスーツを環境に合わせて使い分ける。

#### 水着
本格的なスキンダイビングやスクーバダイビングでは、水中で低体温症の危険が生じても、すぐに上陸して暖を取るなどの対処ができない場合も多く、保温力をもたない水着のみを着用して潜水することは危険である。また、岩やサンゴに触れることによる皮膚の損傷防止という観点からは、全身、少なくとも胴および脚部全体を覆う被服を着用して潜水することが好ましい。したがって、日本を含む世界の多くの国・地域では保護スーツの着用がほぼ通例となっており、水着のみを着用して潜水することは、熱帯などかなり水温の高い地域で、かつ、受傷の原因となる物体に触れる危険性が相当低い場合でない限り、一般的でない。ただし、沿岸の限られた範囲で行われるシュノーケリング/スノーケリング（※潜水というほど深く潜らない）においては、保護スーツを着用しない場合も多い。しかし、ウェットスーツは身体の保温と保護だけでなく浮力確保という目的もある。その浮力を相殺するためのウェイトを捨てさえすれば十分な浮力が確保できるが、水着やラッシュガード等の浮力が無いものしか着用していないダイバー（やシュノケラー）は、その緊急時の浮力確保ができない。なお、保護スーツ（特にウェットスーツ）の下着として水着を着用することは一般的である。できるだけ身体に密着するシンプルなタイプの水着が望ましい。

### ウエイト

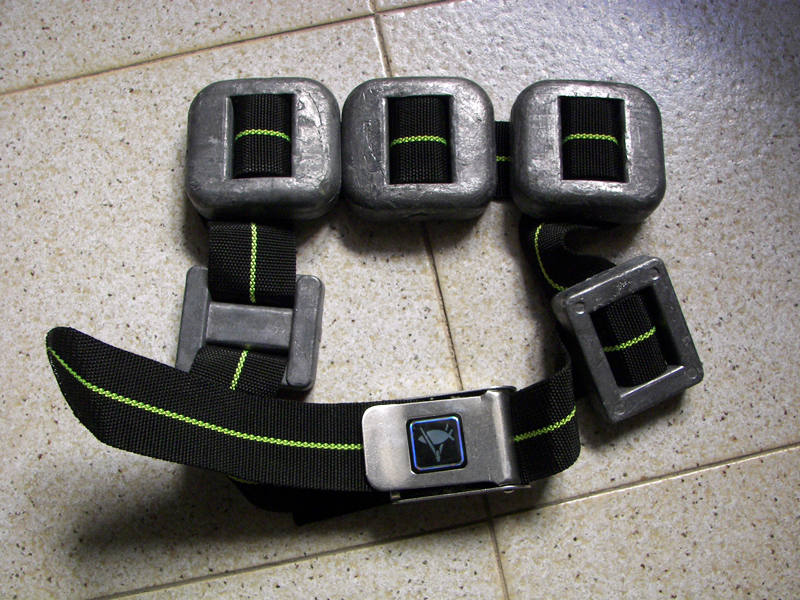
ウエイトベルトの一例。ダイビングスーツや他の器材の浮力に応じて、あらかじめ錘を増減しなければならない。バックルのレバーを引き起こすとクイックリリースできる。

保護スーツなどの器材は浮力を有するため、これらを身に付けて潜行することは不可能ないし困難である。こうした浮力を相殺し、潜行を可能ないし容易にするため、金属（主として鉛）製の錘を身に付けることが必要になる。ダイビングではこれを「ダイビングウエイト/ダイビングウェイト（英: diving weights）」、システムを「ダイビングウエイトシステム/ダイビングウェイトシステム（英: diving weighting system）」といい、それぞれを略して「ウエイト/ウェイト英: weights）」「ウエイトシステム/ウェイトシステム（英: weighting system）」と呼んでいる。
穴の空いた錘をナイロンなどの繊維でできたベルトに取り付け腰に装着する場合が多いが、ポケットに錘を入れたベスト状の器具（ウエイトベスト）や、BCに組み込まれたウエイト専用ポケットを使用する場合もある。こうしたベルトやポケットは、緊急時に錘を捨てて浮上することができるよう、身体からワンタッチで取り外せるようになっている（クイックリリース）。装着したウェイトベルトの先端をたくし込むなどの「端末処理」は、クイックリリースの妨げとなるので禁則事項である。
BCDにウェイトを装着する場合、ウェイト専用ポケット以外のポケットには原則としてウェイトを入れてはいけない。第一の理由はクイックリリースができないことで、ウェイトの脱落、ポケットの破損などのデメリットもある。

## スクーバ器材
「スクーバ器材」とは、スクーバ/スキューバ（自給気式水中呼吸装置、水中肺、en）を構成する機器材（機械と器具と材料）のこと。これらはスクーバダイビング/スキューバダイビングで呼吸と浮力調整に用いる。スクーバダイビングでは、これらの一式を、英語で "scuba set"、日本語で「重器材セット」あるいは「スクーバセット」という。

### タンク
呼吸用のガス（通常は空気）を圧縮して携行するための容器である。日本語ではボンベと呼ばれることも多いが、英語ではtank（タンク）、bottle（ボトル:瓶）、ないしはシリンダー（cylinder:円筒）と呼ばれる。なお、酸素ボンベと呼ばれることが多いが、これは誤りであり、通常は一般的な大気と同じ成分の清潔で乾燥した空気を用いる。酸素を増やした（窒素を減らした）エンリッチドエア（ナイトロックス）も広く普及している。
水中重量の軽いアルミニウム製のものが多く用いられた時期もあったが、結局は重量減の分ウェイトを増やさねばならず器材全体としての重量減にはならないどころか陸上では総重量増となること、及び2002年の法改正後、アルミタンク離れが進み、現在、国内ではスチール（鋼鉄）製のものが圧倒的に多く用いられている。新たに製造されるタンクについては、通常のスチールタンクではなく、メタリコン処理等の表面処理により耐久性を向上させたものが主流である。内容積は6Lから15L程度で、日本では10Lか12Lのものが多い。充填圧力はかつては150気圧が標準であったが、現在は200気圧が標準的である。テクニカルダイビング用としては300気圧のものも一部用いられるが、日本国内では200気圧までしか高圧ガス保安法で認められていない。
タンクの重量は、内容積が同じである場合、陸上ではアルミタンクの方がやや重いのが普通で、水中では比重が大きいスチールタンクの方がやや重い。
国内ではスチールタンクが圧倒的に多く普及しているが、海外ではほとんど逆である。アルミタンク使用時は、スチールタンク使用時よりもウェイトを2kg前後増やす必要がある。
1回の潜水時に携行するタンクは通常1本であるが、作業潜水やテクニカルダイビングにおいては、より多量、あるいは複数種の呼吸用ガスを携行する目的で2本以上のタンクを携行する場合もある。
1本あるいは1組のタンクで可能な潜水時間に関しては当該記事を参照されたい。
高圧ガス保安法（旧・高圧ガス取締法）により、許可を受けた高圧ガス製造業者でなければタンクに空気などのガスを充填してはならない。またタンクには、有資格者による5年に1回の検査を実施し、SCUBAの文字を含む検査合格の刻印をする必要がある。

### レギュレーター

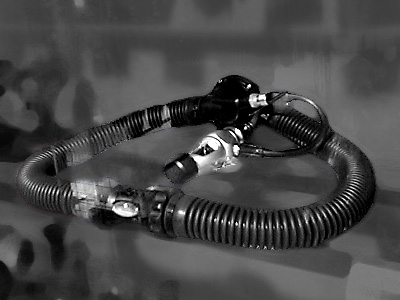
かつて定番であったダブルホース

タンクに充填された高圧の呼吸ガス（一般的には空気）を呼吸に適した圧力（周囲圧）まで減圧する装置である。通常ファーストステージ、セカンドステージの2部分から構成されていてタンク内の高圧ガスを2段階に分けて減圧する。
ファーストステージ
タンク内のガスを8 - 11気圧（機種により予め決められている。）プラス周囲圧（ダイバーが居る水深の水圧）に減圧する部分である。タンクの吸排気バルブに直接ねじ留めされる。適切な圧力に減圧されたガスは中圧ホースを通じてセカンドステージ（オクトパス含む。）、BCD、ドライスーツ等に供給される。残圧計だけは減圧されることが無いままの圧力で高圧ホースを通じてタンクと繋がり、タンクの残圧を示す。ファーストステージは大きく分けてスタンダードピストン、バランスピストン、バランスダイヤフラムの3形式があるが、いずれも基本原理としては、減圧後のガスが一定の圧力に達したときにバネにより開かれていた弁が閉じる構造になっている。ダブルダイヤフラム（ダイブウェイズ社）やムービングオリフィスバランスピストン（シャーウッド社）などの特殊な形式も存在する。
セカンドステージ
ファーストステージで減圧されたガスを呼吸に適した圧力（周囲圧）まで再減圧する部分で、ダイバーが直接口にくわえる部品、またはフルフェイスマスクの呼吸部である。ダイバーが息を吸うことで、内部の圧力が周囲の水圧よりも低くなったときに、テコの作用により弁が開く構造になっている。指でボタンを押し込むなどの操作で、強制的に弁を開かせることもできる。他のダイバーにガスを提供する必要が生じた場合に備え、予備のセカンドステージ（オクトパスと称する）をファーストステージに取り付け、携行する場合が多い。
最も一般的なレギュレータセットはファーストステージ、メインのセカンドステージ、予備のセカンドステージ（オクトパス）、BCDに繋ぐ中圧ホース、ファーストステージと高圧ホースで繋がる残圧計やコンパス等が一体となったコンソールゲージから構成されていて、ドライスーツを使用する場合にはスーツへの給気用に中圧ホースを1本追加する必要がある。
オクトパス以外の予備の呼吸源として小型のタンクにレギュレーターを取り付けたサブシステムを持ち込むことも安全対策として優れている。
商品名スペアエアに代表されるレギュレータ一体型の超小型（300-500cc程度）タンクも世界的に広く普及しているが、日本国内では全く根付かず、（現在では）レジャーユースとしては輸入されていない。

### BC

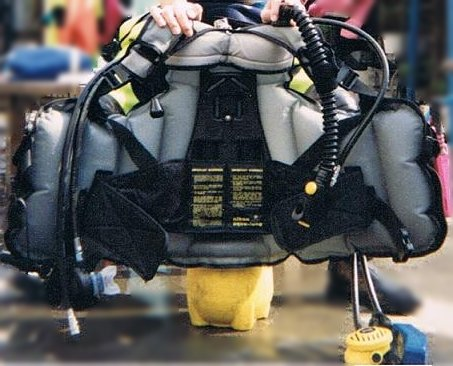
BCD。向かって右に写っている蛇腹状のホースの先端、黄色い押しボタンがある位置に吸気弁が設けられている。

スクーバダイビングに使用する浮力調整装置で、Buoyancy（浮力） Compensator（補償装置）のアクロニムである。BCD（Buoyancy Control Device、ボイヤンシー・コントロール・デバイス）とも呼ぶ。本体となる空気袋と、身体に装着するためのハーネス、空気タンクから空気を送り込むための吸気弁、内部の空気を排出するための排気弁からなり、さらに通常は空気タンクを固定するためのハーネスと一体となっている。空気袋を背中側に設けたバックフロートタイプ、胸側に設けたホースカラータイプ、前後に設けたジャケットタイプ、ショルダーベルトタイプなどに分類され、それぞれ一長一短がある。
ホースカラータイプは最も初期型で、現在ではごく一部のダイバーにしか使われていない。
スクーバダイバーの受ける浮力は、次の理由等により潜水中一定でない。すなわち
- スクーバダイバーが着用するウエットスーツなどは、多数の気泡を閉じ込めた生地からできており、周囲の圧力、すなわち水深の増加とともに、気泡が潰されて体積が減少する。すなわち、保護スーツを身に付けたダイバーの浮力は水深の増加とともに減少する。
- スクーバダイビングに使用する空気タンクの重量は、中身の消費とともに変化し、例えば10Lのタンクを例に取ると、150気圧の空気を消費することで、その質量が約1.5kg変化する。一方でタンクの体積は実質的に変化しないことから、タンクの浮力は1.5kg増加し、すなわちこのタンクを身に付けたダイバーの潜水終了時の浮力も潜水開始時より1.5kgだけ増加する。

BCは、これらの要因による浮力の変化を相殺し、常に一定条件での潜水が可能になるようにするために使用される。すなわち、スクーバ・ダイバーはタンク内の空気の消費により増加すると見込まれる浮力を相殺するために、潜水開始時を基準とした場合には過剰となるウエイトを装着するとともに、潜水開始時にBCに空気を保持することで過剰のウエイトをさらに相殺し、潜水中の空気の消費（タンクの浮力増加）とともに対応量の空気をBCから排出することで、タンク内の空気量にかかわらず一定の浮力（通常、中性浮力と呼ばれる浮力0の状態）を得ることができる。同様に、水深の増加とともにBCに空気を送り込み、浮上とともにBC内の空気を排気することで、ウエットスーツの体積変化による浮力変化も相殺することができる。
BCはさらに、水面で休息する際や非常時のための救命胴衣的な役割も担っている。吸気弁に付属するボタンを操作することで、ファーストステージからBCへの吸気、ダイバーの口からBCへの吸気、BCからの排気（排気弁ではなく吸気弁からの排気）を使い分けることができる。

## アクセサリー
主要器材以外に安全性、利便性、快適性を向上させるために種々のアクセサリーが使用される。

### 計器類

#### 残圧計
タンク内の利用可能な呼吸ガス量を把握するための圧力計である。

#### 水深計
現在の水深を測定するための圧力計である。

#### ダイビングコンピューター
に参照。

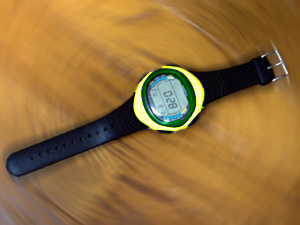
時計型ダイビングコンピューター

減圧症への罹患を回避するため、水深の履歴から減圧停止の必要性、手順などを計算しダイバーに指示する電子機器である。略してダイコンともいう。その時々の環境圧から、ダイバーの身体組織に溶解・排泄される窒素量を計算し、窒素量が飽和、すなわち水面まで浮上した際に体内で気泡を発生する限界量に接近した場合に減圧停止の指示を発生する。溶解窒素量の計算モデルとしては、ビュールマン (Bühlmann) モデル、ハルダーン (Haldane) モデル、RGBMモデル、DCIEMモデル等の、いくつかのモデルが知られている。現在では、レギュレーターに接続し、その時々の空気消費量を計算する機能等の付加機能を有する製品も多くなってきている。
ダイビングコンピューターが使用されるようになる以前は、潜水深度として潜水中の最大深度のみを用い、ダイブ・テーブルと呼ばれる早見表を利用して潜水可能時間を決定していた。しかしこの方法では、たとえ一瞬しか最大深度に滞在しない場合でも、ほとんどの時間その深度に滞在する場合と同じ潜水可能時間で浮上しなければならなくなる欠点があった。ダイビングコンピューターの登場によって、無駄な余裕度を確保する必要がなくなり、比較的長時間の潜水を安全に実施できるようになった。
しかし、ダイブコンピューターが示す無減圧時間や減圧スケジュールは、あくまで計算上のシミュレーションであり、ユーザーの体内の窒素の増減を計っているわけではないので、過信は禁物である。例えばダイブコンピューターが「ここではあと5分潜れる」と伝えたとしても、本当はそのダイバーの限界をすでに越えてしまっている可能性は常にあるということである。減圧症を避けるためには表示されるデータを基に常に控えめな潜水を心がけることに尽きる。体調管理はいうに及ばない。もちろん、頻繁に減圧停止指示が出てしまう潜水など、もっての外である。

#### コンパス
水中で方向を把握するための方位磁針である。大半はアナログであるが、デジタルコンパスも少数存在する。

#### コンソール
従来は、上述の各計器類を全て個別に携行していたが、現在では、コンソールと呼ばれる、これらの計器の2つ以上を一つの筐体にまとめたものがよく使用される。
水深計、残圧計、コンパスが一体となったタイプを一般的に3ゲージ、水深計が無いタイプを2ゲージと呼び、21世紀初期にはダイビングコンピューターの普及により、2ゲージコンソールを持つダイバーが多くなった。

### ナイフ

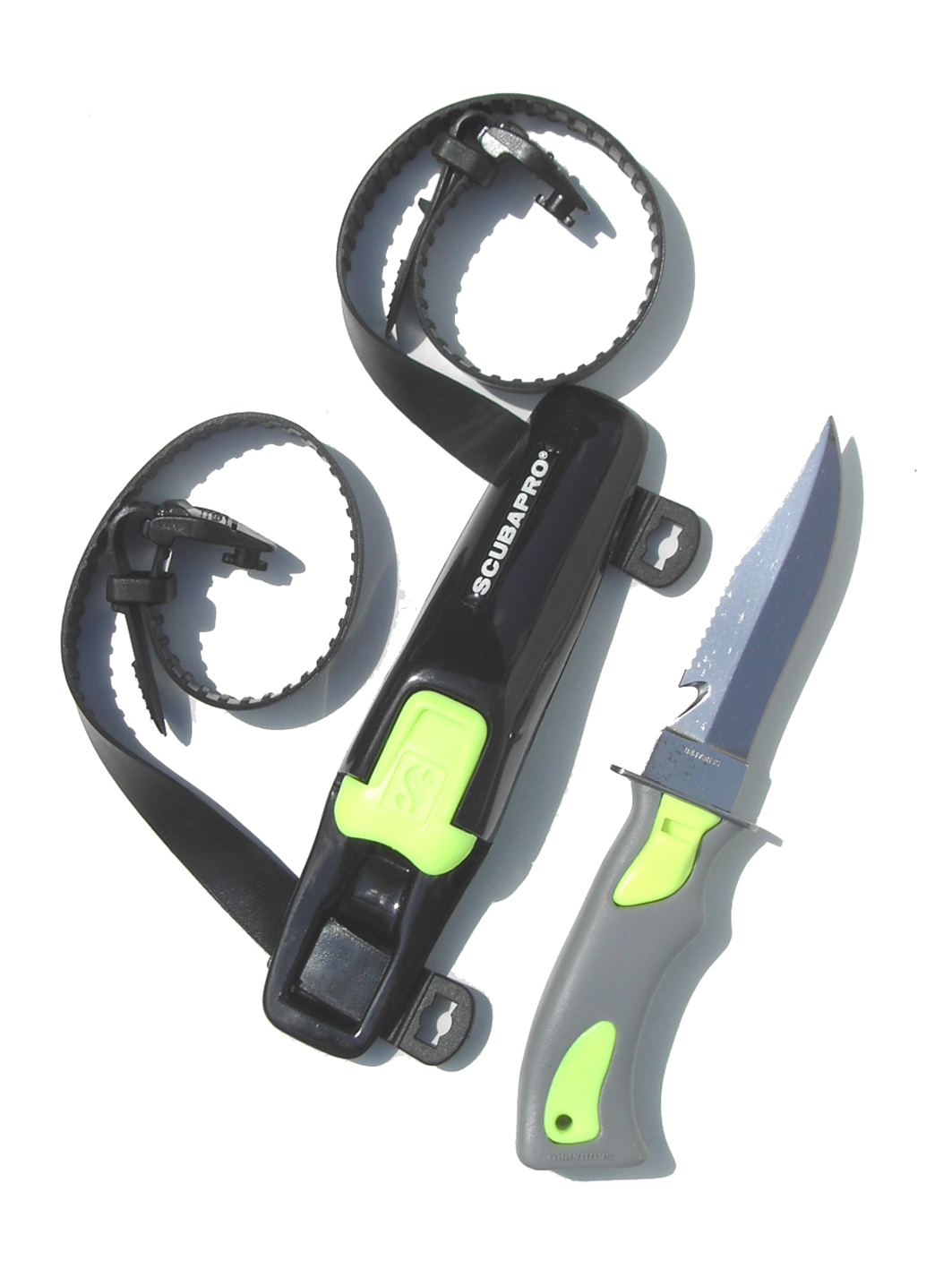
ダイビング用のナイフ。ベルトで足首などに装着する。鞘の緑色の部品がリリースボタンである。

水中では網やロープ・海草などに絡まるなどして動けなくなる事故は、空気残量の問題から生命に関わる。この緊急時における脱出手段を提供するのがダイバーズナイフ（水中ナイフ、ダイビングナイフとも）である。サメなどの水中生物と戦うための武器と勘違いされることもあるが誤りで、あくまで作業用ナイフとしての位置づけである。
ダイビング用のナイフには、峰側にロープ等の切断に便利な波状の刃と釣り糸等の切断に便利なラインカッターが付いている製品が多い。鋼鉄製の刃物に比べると切れ味は劣るが、海中でも錆びにくいステンレスやチタニウム、プラスチック等からできている。鋭い切れ味よりも道具としての強度が求められるため、厚い刀身を備える製品が多い。手袋をしたままでも扱い易いよう、ワンタッチで鞘から抜けるが、潜る際には天地逆さとなる場合もあるので、ひっくり返っても鞘から抜け落ちないよう、一定の脱着機構を持つ。プロユースの物では、ウェイトの機能を果たすように真鍮製の鞘を持つ物もある。
緊急脱出以外にも、レジャーダイビングで行われる場合がある「フィーディング」と呼ばれる魚の餌付けに際し、その餌を切り分ける際にも利用される。
他の用途として、一緒に潜水中の仲間に何かを伝える際にボディランゲージやボードによる筆談を行うが、これらは相手がこちらを見ている時以外は意思を伝えることが出来ない。このため相手の注意を喚起するためにタンクや石を叩いて音を出すために、その道具としてナイフの柄の部分が利用されることがある。ダイビングナイフの多くではその用途に向くよう、柄に金属が露出した部分が設けられている。毒を持つ・噛み付くなど素手で触ると危険な生物を指し示す際にも利用される。ただしこれらの目的に対しては、ナイフの代わりに、ダイビング専用の指し棒（指示棒）が使用されることも多くなっている。
21世紀初期におけるレジャー目的のグループダイビングでは、仲間やインストラクターの誰か一人が一本持っていれば事足りるとして、必ずしもナイフを携行せずに潜水することも多い。業務としてスクーバ等の呼吸装置を用いた潜水を行わせる事業者は、潜水作業者に鋭利な刃物を携行させなければならないことが、厚生労働省の定める高気圧作業安全衛生規則(第三十七条)に定められており、違反した場合には労働安全衛生法（第百十九条）により処罰の対象になる。

### ホイッスル
水面上での合図用。多くはBCの顔面に近い位置に装着される。

### 撮影器具

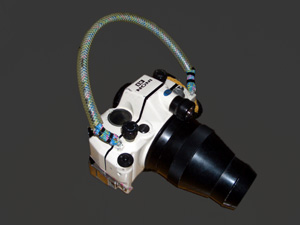
一眼ハウジング

通常のカメラは、水中では内部に浸水してしまい使うことができない。この問題を解決するため、本体に防水性を持たせた水中カメラや、「防水ハウジング」と呼ばれる、カメラを収納し外部からの操作を可能にした専用防水ケースが用いられる。かつて水中カメラや防水ハウジングは高価であり、これらを使用するダイバーも限られていたが、最近ではデジタルカメラ用の防水ハウジングが比較的安価に入手できるようになったことから、多くのレクリエーショナルダイバーが水中撮影を行うようになっている。
防水ハウジングはコンパクトデジタルカメラ用、ミラーレス一眼用、一眼レフ用に大別され、価格と大きさもおおむねその順である。
ただし水中では、光の減衰率が特に長波長（赤色寄り）において高く、良質な写真を撮影するには光量を確保するための外部光源などが必要になる。外部光源とは外付けのストロボや、強力かつ均一な光を放つ撮影用ライトを指す。

### フロート
万一の漂流に備え、ダイバーにはシグナルフロートの携帯が強く勧められる。ダイバーに特に人気の高いパラオでは法律で携帯が義務付けられている。
普段はBCDのポケットに入れておいて、万一の際には膨らませて海上の自分を見つけてもらうための、文字通りシグナルとして用いる。

### マーカー・ブイ
マーカー・ブイ（英: marker buoy）。水上の船舶から水中のダイバーを発見することは非常に困難であり、船舶が航行する水域で潜水する場合には、事故（船体と衝突する、スクリューに巻き込まれる、水流で巻き上げられる）防止のために潜水中を示す標識を水上に設置する必要がある。国によっては（北欧等）、船舶の航行の有無にかかわらず潜水標識の設置を法律で義務付けている場合もある。

### 水中ライト
水中で使用できるよう防水構造になっているライト。水中では光の減衰率が大きいため、陸上で用いるライトよりも強力なライトが必要となる。光源の種類は様々で、強力な物だとHIDが、手軽な物としてはキセノン球、ハロゲン球、クリプトン球がある。前者は撮影用ライトなどに使われる。現在ではLEDライトが主流となっている。

### 水中ノート・スレート
水中ノートには耐水紙が使われ、元々ある程度のページ数があり、増やすことも可能なので大量の記録が可能である。
水中スレートとは一般的に艶消しの白い下敷き状の薄い板で、水中ノート同様、鉛筆で記入する。
21世紀初期の日本では、マグネットを利用したお絵かきボードを持つダイバーも多い。細かい書き込みはできないが、瞬時に消せるため、コミュニケーションツールとして非常に有効。
ほとんどのガイドダイバーがゲストへの説明用ツールとして使っている。
撮影器具や水中ライトなどの精密・電気（電子）機器は、水に対して弱い性質のものであるため防水構造とする必要がある。防水は主にOリングなどのガスケットを用いて行われるが、機器が複雑・精密になればなるほど少量の浸水も許容されない（本質的な許容量のみならず、浸水により破損した際の経済的ダメージも大きい）ため、より高度な防水構造を備えざるを得ず、機器自体の価格も相俟って非常に高価なものになる傾向がある。
1万円前後の水中ライトや2万円程度のハウジング（コンパクトデジタルカメラ用）から50万円を越えるハウジング（一部の一眼レフ用）や一部の高性能ライトが市場に混在しているのが現状である。

## テクニカルダイビングで用いる器材

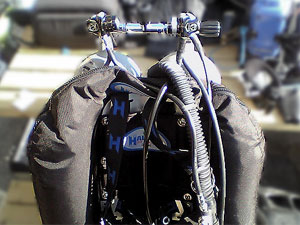
ダブルタンクと器材

テクニカルダイビングにおいては、大深度や洞窟内等の速やかな脱出が困難な環境における安全性の確保や、潜水可能時間の延長、複数呼吸ガスの使い分け等の目的を達成するため、主要器材の多重化をはじめとして特別な仕様のダイビング器材が使用される。

### タンク・レギュレーター
マニフォルド・ダブルタンク
緊急時に直接水面まで浮上できる範囲の活動であるオープンウォーターダイビングの場合とは異なり、テクニカルダイビングにおける呼吸装置の故障は即致命的となる。したがって、空気などのガス供給源を2系統使用し、さらにマニフォルド (manifold) と呼ばれる管でこれらを相互に接続することにより、いずれかの器材に故障が発生してもシステムからその器材を切り離すことで呼吸が継続できるようになっている。
デコボトル（ステージボトル）
大深度での潜水の場合、酸素中毒を防ぐため呼吸ガスの酸素濃度を一定水準以下に抑える必要があるが、一方減圧のためには呼吸ガスの酸素濃度はできるだけ高いことが望ましい。この矛盾を回避するため、テクニカルダイビングでは酸素濃度の異なる2種以上の呼吸ガスを携行し、大深度では低酸素濃度（ボトム・ミックス）、浅深度では高酸素濃度（デコ・ミックス、トラベル・ミックス）のものに計画的に切り替え呼吸する。
ケイブ用サイドマウントタンク
水中洞窟への潜水では、タンクが邪魔になり隘所を通過できない場合がある。このような場合、身体の横にタンクを装着することで通過が可能になる場合もある。また一旦タンクを身体から外し、隘所通過後に再装着することもあり、そのような場合背中にタンクを装着するよりも身体の横に装着したほうが手順が容易になる。このような理由で身体の横にタンクを装着することをサイドマウントという。
ロングホース
タンクを一旦身体から外して隘所を通過する場合、ホースが短いとレギュレーターを口元に残すことが困難になりかねない。このような場合を考えテクニカルダイビングにおけるレギュレーターの片方には2mといった長尺のホースを使用する。オクトパスによる呼吸が必要になった場合、リクリエーショナルダイビングでは2人のダイバーが横に並んで遊泳するのが前提であるが、これでは隘所を通過することは困難であり、このような箇所では縦に並んで遊泳するためにもロングホースが必要とされる。
DINバルブ
日本や米国では、タンクとレギュレーターの1stステージの接続部は、ヨーク式ないしクランプ式またはインターナショナルと呼ばれる、ガス通過部をそれとは別個のネジで固定する形式のものが多い。この方式は扱いが簡便と言う利点があるが、強い衝撃で外れやすく（この場合、タンク内の呼吸ガスは急速に失われる）またタンク圧が225気圧までに制限されるという欠点がある。そのため、信頼性を重視し、またタンク圧を300気圧にまですることがあるテクニカルダイビングでは、接続部自体がネジになっており、内蔵型2重Oリングでガス漏れのトラブルが少ないDIN（Deutsches Institut für Normung:ドイツ標準化協会）式の接続部が使用される。

### BC
テクニカルダイビングにおいてはリクエーショナルダイビングで用いられる一体型のBCに代わって、各種のバックプレート、ブラダ、ハーネスを個々のダイビングにおける要求に応じて適宜組み合わせたBCが用いられる。
バックプレートとハーネス
バックプレートは背中に合わせて付けられる台形型の板で、ハーネスの帯などを通したり、タンクやブラダを取り付けるボルトの取り付けるための穴が開けてある。素材はアルミニウム、ステンレス、プラスティックなどの樹脂である。
ハーネスは馬具という意味であるが、ここでは一本の帯をバックプレートに通し、体に取り回して装着し、その帯にライト等必要となる物を取り付けるシステムを指す。
ブラダ（エアセル、浮力袋）
ブラダは空気などを入れて膨らませることで浮力を調整するもので、バックプレートに取り付けて使用するものである。OWで用いられるジャケット式BCとは異なり浮力体と取り付け部（バックプレートとハーネス）が独立しているので、装備に応じて適正な浮力の物を選ぶことが出来る。シングルパック、ダブルパック、ダブルセルなどの浮力体のかず、U型、O型など形の違いがあるが、各方式の善し悪しについては議論がある。

### リブリーザー

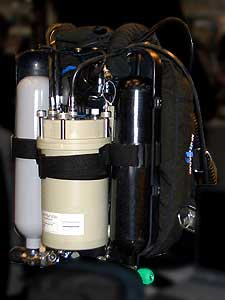
閉鎖式リブリーザー

呼吸排気から二酸化炭素を取り除き、酸素を補って再利用する循環式呼吸装置のことである。広義には医療用の吸入全身麻酔器等もこの装置に含まれるが、一般的には、潜水用、災害救助用等の、一式を身体に装着して用いる装置を指す。ソーダ石灰等のアルカリ剤を用いて二酸化炭素を除去した呼吸排気を、一旦カウンターラング（呼吸嚢）という袋に貯蔵し、ここに酸素、あるいは酸素濃度の高い混合気体を添加して、酸素分圧を呼吸に適した範囲に調整した後再利用する。酸素分圧の調整方式としては、酸素分圧センサーと電気弁を連動させ不足分の純酸素だけを供給する閉鎖式 (CCR:Closed Circuit Rebreather) と、常時一定量（呼吸によって消費される酸素量の何倍かの酸素を含む）混合気体を供給し、余剰のガスは外部に放出する半閉鎖式 (SCR:Semi-Closed Rebreather) があり、現在では40種類以上販売されている。日本国内では90年代初期にEAN32を使用したフィーノ（レクリエーショナルダイバー向け、日産系）が販売された。「軽量」「排気ガスが少ない」といったリブリーザーの二次的な価値を宣伝文句にしていたが1996年に撤退。
CCRはSCRより長時間の連続使用が可能である上、酸素分圧が一定に保たれるため高圧下（大深度）での使用にも適しており、さらには排気による音の発生がないため神経質な生物の観察などにも適するが、装置が高価であるのみならず、保守が煩雑で費用も高額（酸素分圧センサーは高価な上寿命が短い）という欠点がある。特に産業・軍事以外の用途では、費用面から適正な酸素分圧センサーの保守がなされていないのが実情で、故障や動作不良により多数の死亡事故が発生している。このような背景から、洞窟や沈船などで本格的な探検調査をする際にはむしろSCRを使用し、その限界内で潜水計画を立てるべきという意見もある。
特殊なCCRとして、純酸素を呼吸する軍事潜水用のCCRがある。この装置では常に呼吸ガスの酸素濃度を100%に維持すれば良く、酸素分圧センサーは必要ないので構造的にはSCR並みに簡略化できる。ただし酸素中毒の関係でおおむね5m以深には潜水することができず、その用途は上陸作戦等に限られる。

### 保護スーツ

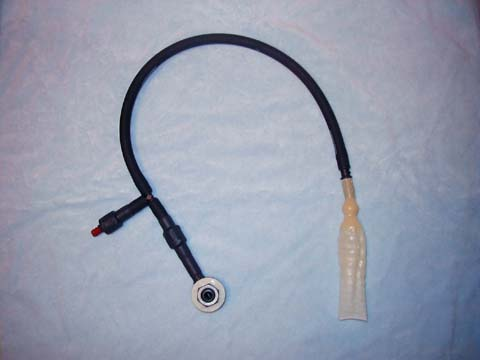
ピーバルブ

大深度では水上の気温の高い時期でも水温は低いことが多いこと、大深度ではウエットスーツは圧縮され保温能力が下がること、また減圧を行うなどで長時間の潜水となる場合が多いことのため、テクニカルダイビングでは、ウエットスーツを着用することは少なく、保温性に優れたドライスーツを着用することが多い。また、二次的用途として、浮力調整装置のバックアップとしてドライスーツを機能させることもある。長時間潜水では途中で尿意を催すことが避けられないため、ピーバルブと呼ばれる排尿器具や紙おむつを装着する場合も多い。

### キャニスター・ライト

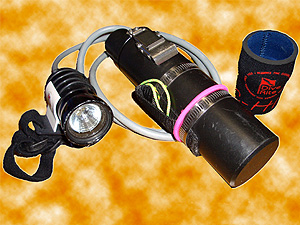
キャニスターライト

円筒形の大型のバッテリー容器を使用した水中ライト。キャニスタ（円筒器）はハーネスによって腰の部分に取り付けられ、手に持ったライトとケーブルで結ばれている。ライトはハロゲン、ハロゲンHIDなどが使われている。バッテリーは鉛蓄電池やニッケル水素電池、リチウムイオン電池などが使われている。

### 水中スクーター・水中バイク
水中で長距離を移動するために魚雷型の水中スクーターが使われる場合がある。
過去には、スクーターに取り付けたひもをハーネスに取り付けることによって牽引される形で使われるものが主流であった。これは、片手でon/offや速度や方向などのコントロールを行う。テクニカルダイビングにおいてはその重装備と使用される水深が深くなる事があるので、牽引力、スピード、持続時間および耐水圧性能によって使用される機種が選定される。
現在では、ハンズフリータイプの水中スクーターが好まれる傾向にある。

### リール類

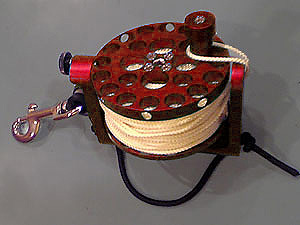
リール

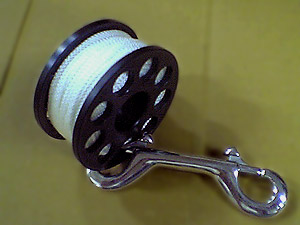
スプール

太さ数ミリメートルのナイロンのロープを糸巻きに巻いた物。そのラインを使い水中でのナビゲーションや緊急時の対処、サーフェースマーカなどと組み合わせて減圧時の目印などに用いる。
- スプールはプラスティックなどで作られたいと巻きのこと。
- リールはスプールにハンドルと巻き取りレバーを取り付けた物で、スプールに比べると大型である。デザインにはハンドル方向から見て縦巻と横巻がある。

### ラインアローとクッキー
ナビゲーションラインにつける目印。敷設されているパーマネントラインだけでなく、自分が引いたスプールやリールのラインに取り付けて使用する。

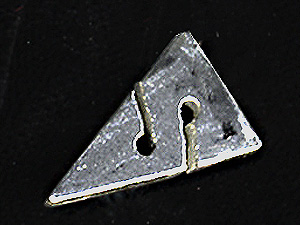
ラインアロー
出口方向を示しすもので、分岐点や一定の距離毎につける。
クッキー
自分の移動や存在を示す目印で、古くは洗濯バサミが使われてきた。

### フィン
テクニカルダイビングでは、変形フロッグキックという平泳ぎに近いフィンキックを行う。それは、洞窟や水中構造物の内部など狭いところに進入する時にバタ足が出来ない場合があったり、その時に床の砂などを巻き上げないようにするためのキックが必要なためである。また、場合により後ろ方向に進むフィンキックも用いられる。これらの理由からフィンは幅が広く短いものが用いられる（スクーバプロのジェットフィンなど）。また、そのストラップとして金属のスプリングを用いた物を使うこともある。これは堅牢性と着脱が容易なためである。